# Codonodes louisiada
Codonodes louisiada là một loài bướm đêm trong họ Noctuidae.